# Bahnstrecke Novosedly–Zellerndorf
| Bahnhof Pernhofen-Wulzeshofen (im Weinviertel) |                                                                                        |                                     |                                     |
| Streckennummer (ÖBB): | 187 01                                                                                 |                                     |                                     |
| Streckenlänge: | 49,3 km                                                                                |                                     |                                     |
| Spurweite: | 1435 mm (Normalspur)                                                                   |                                     |                                     |
| Streckenklasse: | D4 (Pernhofen-Wulzeshofen – Zellerndorf) B2 (Laa an der Thaya – Pernhofen-Wulzeshofen) |                                     |                                     |
| Maximale Neigung: | 10 ‰                                                                                   |                                     |                                     |
| Minimaler Radius: | 192 m                                                                                  |                                     |                                     |
| Streckengeschwindigkeit: | 60 km/h                                                                                |                                     |                                     |
| |                                                                                        |                                     |                                     |
| \| \| \| von Břeclav \| \| \| \| 117,2 \| Novosedly früher Neusiedl-Dürnholz \| Novosedly früher Neusiedl-Dürnholz \| \| \| \| nach Znojmo \| \| \| \| 120,3 \| Staatsgrenze Tschechien–Österreich \| Staatsgrenze Tschechien–Österreich \| \| \| 121,3 \| Wildendürnbach (Alt-Prerau) \| Wildendürnbach (Alt-Prerau) \| \| \| 127,1 \| Rothenseehof \| Rothenseehof \| \| \| 131,12,0 \| Laa an der Thaya \| Laa an der Thaya \| \| \| \| \| \| \| \| \| Laaer Ostbahn \| \| \| \| 1,0 \| Anschlussbahn (Awanst) Müller Mühle \| Anschlussbahn (Awanst) Müller Mühle \| \| \| \| \| \| \| \| 0,0133,4 \| Laa an der Thaya Stadt \| Laa an der Thaya Stadt \| \| \| 137,0 \| Blaustauden \| Blaustauden \| \| \| 139,5 \| Wulzeshofen \| Wulzeshofen \| \| \| 140,6 \| Pernhofen-Wulzeshofen \| Pernhofen-Wulzeshofen \| \| \| 143,7 \| Zwingendorf \| Zwingendorf \| \| \| 148,4 \| Kadolz-Mailberg \| Kadolz-Mailberg \| \| \| 152,1 \| Obritz \| Obritz \| \| \| 153,3 \| Hadres-Markersdorf \| Hadres-Markersdorf \| \| \| 154,4 \| Unter Markersdorf \| Unter Markersdorf \| \| \| 155,7 \| Alberndorf im Pulkautal \| Alberndorf im Pulkautal \| \| \| 158,3 \| Haugsdorf \| Haugsdorf \| \| \| \| Jetzelsdorf \| \| \| \| 160,2 \| Peigarten \| Peigarten \| \| \| 162,0 \| Pernersdorf-Pfaffendorf \| Pernersdorf-Pfaffendorf \| \| \| \| von Znojmo \| \| \| \| 166,8 \| Zellerndorf \| Zellerndorf \| \| \| \| nach Wien Floridsdorf \| \| \| \| \| nach Sigmundsherberg \| \| |                                                                                        |                                     |                                     |
| Strecke |                                                                                        | von Břeclav                         | von Břeclav                         |
| Bahnhof | 117,2                                                                                  | Novosedly früher Neusiedl-Dürnholz  | Novosedly früher Neusiedl-Dürnholz  |
| |                                                                                        | nach Znojmo                         |                                     |
| Grenze (Strecke außer Betrieb) | 120,3                                                                                  | Staatsgrenze Tschechien–Österreich  | Staatsgrenze Tschechien–Österreich  |
| Bahnhof | 121,3                                                                                  | Wildendürnbach (Alt-Prerau)         | Wildendürnbach (Alt-Prerau)         |
| Grenze · Haltepunkt / Haltestelle | 127,1                                                                                  | Rothenseehof                        | Rothenseehof                        |
| Kopfbahnhof Strecke bis hier außer Betrieb und Streckenende | 131,12,0                                                                               | Laa an der Thaya                    | Laa an der Thaya                    |
| Abzweig geradeaus und nach links · Abzweig geradeaus und nach rechts |                                                                                        |                                     |                                     |
| Abzweig geradeaus und nach links · Kreuzung geradeaus oben |                                                                                        | Laaer Ostbahn                       | Laaer Ostbahn                       |
| Abzweig geradeaus und nach links · Strecke | 1,0                                                                                    | Anschlussbahn (Awanst) Müller Mühle | Anschlussbahn (Awanst) Müller Mühle |
| |                                                                                        |                                     |                                     |
| Dienststation / Betriebs- oder Güterbahnhof | 0,0133,4                                                                               | Laa an der Thaya Stadt              | Laa an der Thaya Stadt              |
| ehemaliger Haltepunkt / Haltestelle | 137,0                                                                                  | Blaustauden                         | Blaustauden                         |
| ehemaliger Dienststation / Betriebs- oder Güterbahnhof | 139,5                                                                                  | Wulzeshofen                         | Wulzeshofen                         |
| Dienststation / Betriebs- oder Güterbahnhof | 140,6                                                                                  | Pernhofen-Wulzeshofen               | Pernhofen-Wulzeshofen               |
| ehemaliger Haltepunkt / Haltestelle | 143,7                                                                                  | Zwingendorf                         | Zwingendorf                         |
| Dienststation / Betriebs- oder Güterbahnhof | 148,4                                                                                  | Kadolz-Mailberg                     | Kadolz-Mailberg                     |
| ehemaliger Haltepunkt / Haltestelle | 152,1                                                                                  | Obritz                              | Obritz                              |
| ehemaliger Haltepunkt / Haltestelle | 153,3                                                                                  | Hadres-Markersdorf                  | Hadres-Markersdorf                  |
| ehemaliger Haltepunkt / Haltestelle | 154,4                                                                                  | Unter Markersdorf                   | Unter Markersdorf                   |
| ehemaliger Haltepunkt / Haltestelle | 155,7                                                                                  | Alberndorf im Pulkautal             | Alberndorf im Pulkautal             |
| Dienststation / Betriebs- oder Güterbahnhof | 158,3                                                                                  | Haugsdorf                           | Haugsdorf                           |
| ehemaliger Haltepunkt / Haltestelle |                                                                                        | Jetzelsdorf                         | Jetzelsdorf                         |
| ehemaliger Haltepunkt / Haltestelle | 160,2                                                                                  | Peigarten                           | Peigarten                           |
| ehemaliger Haltepunkt / Haltestelle | 162,0                                                                                  | Pernersdorf-Pfaffendorf             | Pernersdorf-Pfaffendorf             |
| Abzweig geradeaus und von rechts |                                                                                        | von Znojmo                          | von Znojmo                          |
| Bahnhof | 166,8                                                                                  | Zellerndorf                         | Zellerndorf                         |
| Abzweig ehemals geradeaus und nach links |                                                                                        | nach Wien Floridsdorf               | nach Wien Floridsdorf               |
| Strecke (außer Betrieb) |                                                                                        | nach Sigmundsherberg                | nach Sigmundsherberg                |

Die Bahnstrecke Novosedly–Zellerndorf ist eine normalspurige Nebenbahn im Weinviertel. Sie führt von Novosedly über Laa an der Thaya nach Zellerndorf. Die Strecke Neusiedl-Dürnholz–Laa an der Thaya–Zellerndorf war Teil des Hauptbahnnetzes der Kaiser Ferdinands-Nordbahn und wurde am 8. Dezember 1873 eröffnet.

## Geschichte
Die Bauarbeiten der Strecke begannen im Februar 1873 und waren nach wenigen Monaten abgeschlossen, sodass die Eröffnung bereits am 8. Dezember 1873 erfolgte. Ursprünglich war die Strecke als strategische Transitstrecke gedacht, weshalb ihr Bau vom Militär ausdrücklich vorgeschrieben wurde und eine Bedingung für den Bau der Hauptstrecken (Laaer Ostbahn bzw. Nordwestbahn) war. Deshalb führte die Strecke zum Teil an den Orten vorbei. Ein weiterer Grund für die Ortsferne der Bahnhöfe war, dass die Fuhrwerker, die den Frachtverkehr vom Bahnhof bis in die umliegenden Ortschaften mit Ochsengespannen versahen, sich generell gegen den Eisenbahnbau ausgesprochen hatten.
Die Kilometrierung begann in Novosedly nicht mit 0,0, sondern mit 117,20, da die KFNB sämtliche Hauptstrecken ab Wien Nordbahnhof kilometrierte. An Kunstbauten gab es zwischen Novosedly und Laa nur kleinere Holzbrücken sowie die Brücke über die Strecke der StEG, der heutigen Laaer Ostbahn. Die Ladestellen Wildendürnbach und Rothenseehof besaßen jeweils ein Ladegleis, eine Wartehalle sowie ein Wächterhaus. Zusätzlich wurden in Rothenseehof Deckungssignale aufgestellt. Zu Beginn besaß noch die k.k. priv. Lundenburg-Grusbacher Bahn die Konzession für die Strecke, welche allerdings aufgrund von finanziellen Problem am 15. April 1876 an die betriebsführende KFNB verkauft wurde.
Mit der Verstaatlichung der KFNB im Jahre 1906 ging die Strecke an die k.k. Staatsbahnen über, nach dem Ersten Weltkrieg an die neu gegründete BBÖ. Ab 1910 trug der Bahnhof Laa an der Thaya Stadt zur Unterscheidung des Bahnhofs der Laaer Ostbahn zeitweise den Namen Laa an der Thaya Nordbahnhof. Dieser rührte von der ehemaligen Betreiberin KFNB her. Der andere Bahnhof trug in der Zwischenkriegszeit den Namen Laa an der Thaya Bundesbahnhof.
Ihrem zur Bauzeit angedachten Status als Hauptstrecke wurde die Linie nie gerecht, vor allem durch die Grenzziehung nach dem Ersten Weltkrieg wurde der nördliche Teil der Strecke inklusive deren Zulaufstrecke abgeschnitten. Die Bahn verkam in der Folge zu einer Lokalbahn, im Fahrplan von 1926 sind vier Zugpaare – davon eines als reiner Personenzug und drei als Gemischte Züge – im Abschnitt Laa an der Thaya Stadt–Zellerndorf (und weiter nach Sigmundsherberg) verzeichnet. Auf dem nördlichen Abschnitt nach Novosedly verkehrte überhaupt nur ein einziger Gemischter Zug. Am 4. Oktober 1930 wurde der Betrieb zwischen Novosedly und Wildendürnbach eingestellt, der Grund dafür war das schwache Verkehrsaufkommen. Die Gleise wurden bis zum Streckenkilometer 120,73 (rund 400 Meter vor der Staatsgrenze) abgetragen.

Im April 1945 wurde die Brücke über die ehemaligen StEG-Strecke von der auf dem Rückzug befindlichen Wehrmacht zerstört, sodass kein Verkehr nach Wildendürnbach mehr möglich war. Erst nach der Errichtung der 770 Meter langen sog. Russenschleife vom Bahnhof Laa an der Thaya zum Streckenkilometer 131,29 in den Jahren 1945 und 1946 war eine Wiederaufnahme des Verkehrs möglich. Allerdings gab es danach auf diesem Abschnitt überhaupt keinen Personenverkehr mehr, der Güterverkehr beschränkte sich auf einen Bedarfsverkehr zur Erntezeit.
Einstellung des Personenverkehrs

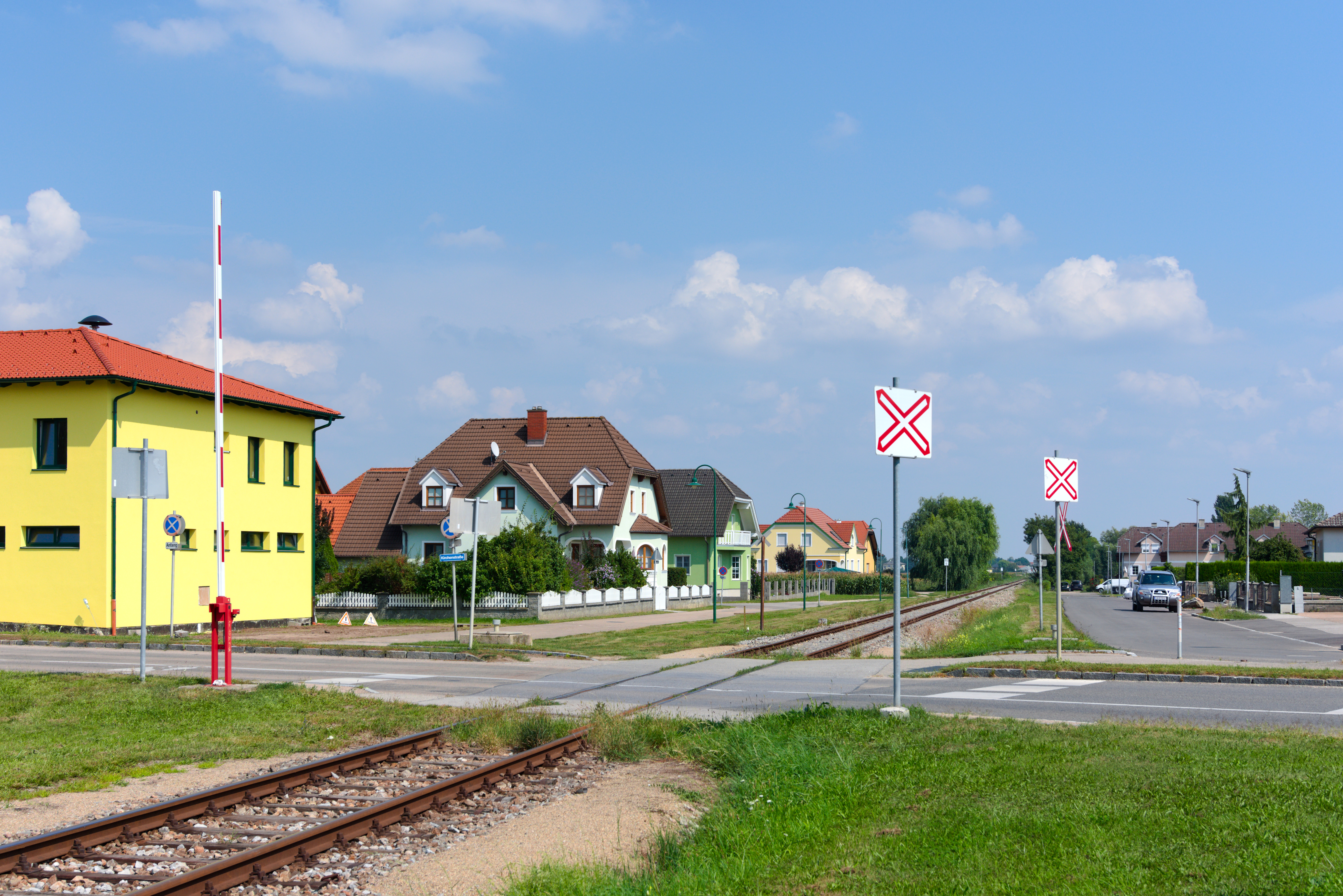
Eisenbahnkreuzung mit der B45 in Alberndorf. Bei einer Zugfahrt wird die linke Seite der EK mit einem Halbschranken gesichert und die rechte Seite von einem Sicherungsposten bewacht.

In den 1980er Jahren kamen vornehmlich die dieselelektrischen Lokomotiven Reihe 2045 auf der Strecke zum Einsatz, die wenigen Personenzüge bestanden zumeist nur aus einem Vierachser und einem Dienstwagen. Am 28. Mai 1988 wurde, zeitgleich mit vielen anderen Lokalbahnen im Weinviertel, der Personenverkehr zwischen Laa an der Thaya Stadt und Zellerndorf eingestellt. Die Gleise zwischen Wildendürnbach und Laa Stadt inklusive des Verbindungsgleises (Russenschleife) in den Bahnhof Laa an der Thaya wurden in Folge gänzlich abgetragen.
Bis 26. März 2006 sind im 2,2 Kilometer langen Abschnitt von Laa/Thaya bis Laa/Thaya-Stadt noch Triebwagen der Reihe 5047 eingesetzt worden. In seiner letzten Form beinhaltete der Personenverkehr noch 4 bis Mistelbach durchgebundene Zugpaare, welche nur von Montag bis Samstag und zu Schulzeiten verkehrten. Im Zuge der Elektrifizierung der Laaer Ostbahn zwischen Mistelbach und Laa/Thaya ist die Stichstrecke zum Stadtbahnhof nicht elektrifiziert und aufgegeben worden, da für den kurzen Abschnitt im Laaer Stadtgebiet kein eigens dazu notwendiger Dieseltriebwagen in Laa stationiert wurde. In Folge dessen ist bis Dezember 2019 das einzige auf diesem Abschnitt noch verbliebene Personenzugspaar (die restlichen drei sind ersatzlos gestrichen worden) als Schienenersatzverkehr per Autobus geführt worden, ehe es eingestellt worden ist.

### Aktuell
Im Güterverkehr wird heute noch der Abschnitt von Laa zum Bahnhof Pernhofen-Wulzeshofen bedient, Hauptkunde ist das Glukosewerk von Jungbunzlauer in Pernhofen. Die weiterführende Strecke wird vom Güterverkehr planmäßig nicht befahren, steht aber bei Bedarf noch als Umleitungsstrecke zur Verfügung. Sie wurde 2005 saniert und weist seitdem die Streckenklasse D4 auf.

## Streckenverlauf

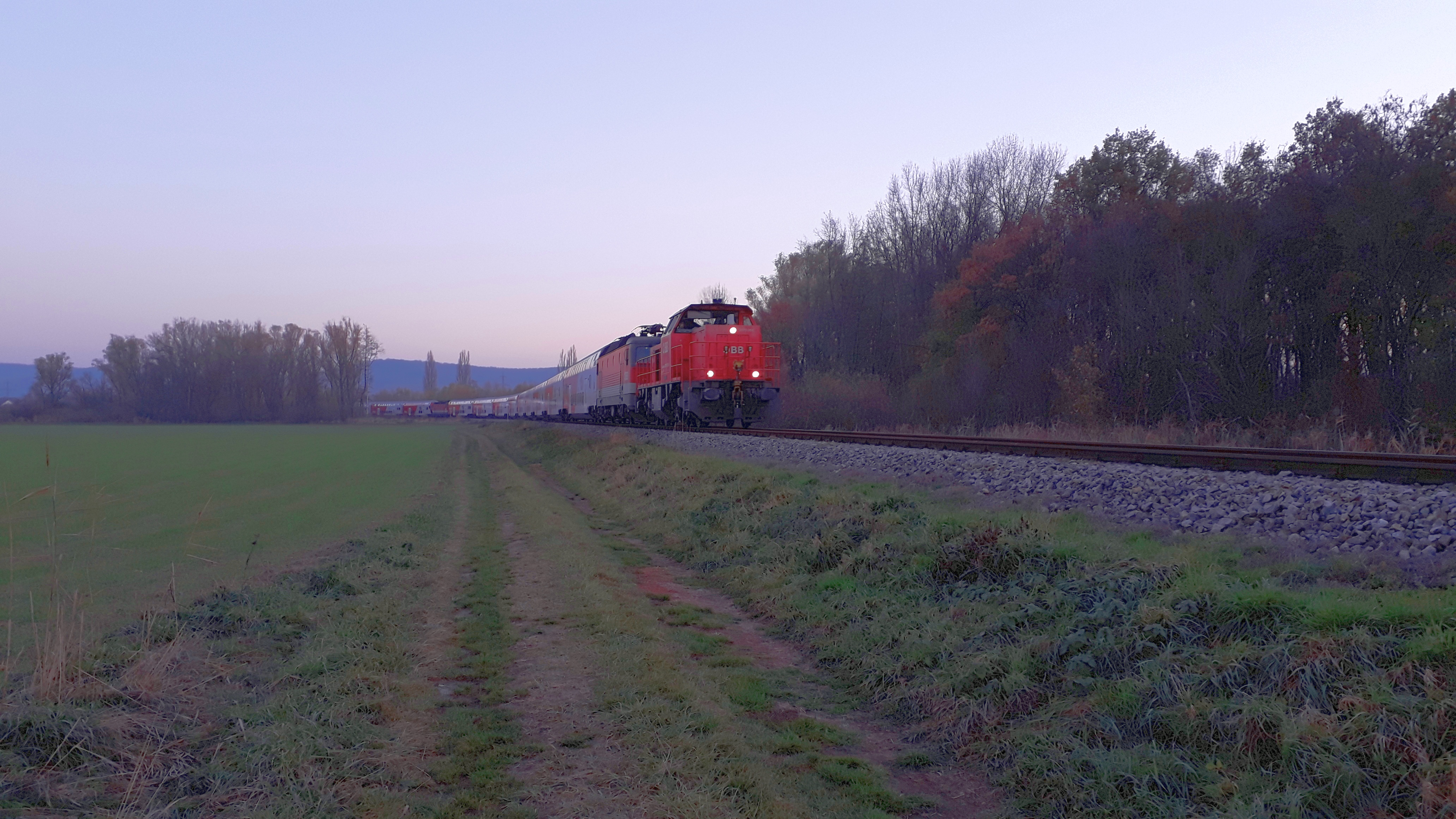
ÖBB Doppelstockwagen auf der Pulkautalbahn.

### Novosedly – Laa an der Thaya
Die Strecke ist in diesem Abschnitt aufgelassen, aber in der flachen Landschaft in ihrem ehemaligen Verlauf durch Wegeführung bzw. Vegetationsstreifen noch gut erkennbar. Vom Westkopf des Bahnhofs Novosedly ging es früher geradlinig nach Süden, wo bei Alt-Prerau die heutige Staatsgrenze überschritten wurde. Im flachen Weinviertler Hinterland der Thaya ging es dann weit an Wildendürnbach vorbei bis zum Bahnhof Laa an der Thaya Stadt in deren Süden. Die westliche Anrampung zur früheren Überführung der Eisenbahn Wien – Laa ist noch gut erhalten, deren östliches Pendant wurde abgetragen.

### Laa an der Thaya – Zellerndorf
Die Trasse setzt nun geradlinig westwärts aus der Niederung des Thayamühlbachs ins auch hier sehr flache Pulkautal über, der sie teils eng angeschmiegt, teils über die Flur des Talbodens laufend, bis etwa Jetzelsdorf, ab wo sich die Flussniederung etwas stärker in das umgebende Hügelland einzutiefen beginnt.
Der in Nordsüd-Richtung angelegte Bahnhof von Zellerndorf wird mittels Linksbogen erreicht, welcher daraufhin in die Nordwestbahn einmündet.

## Ideen zur Nachnutzung & Besondere Ereignisse

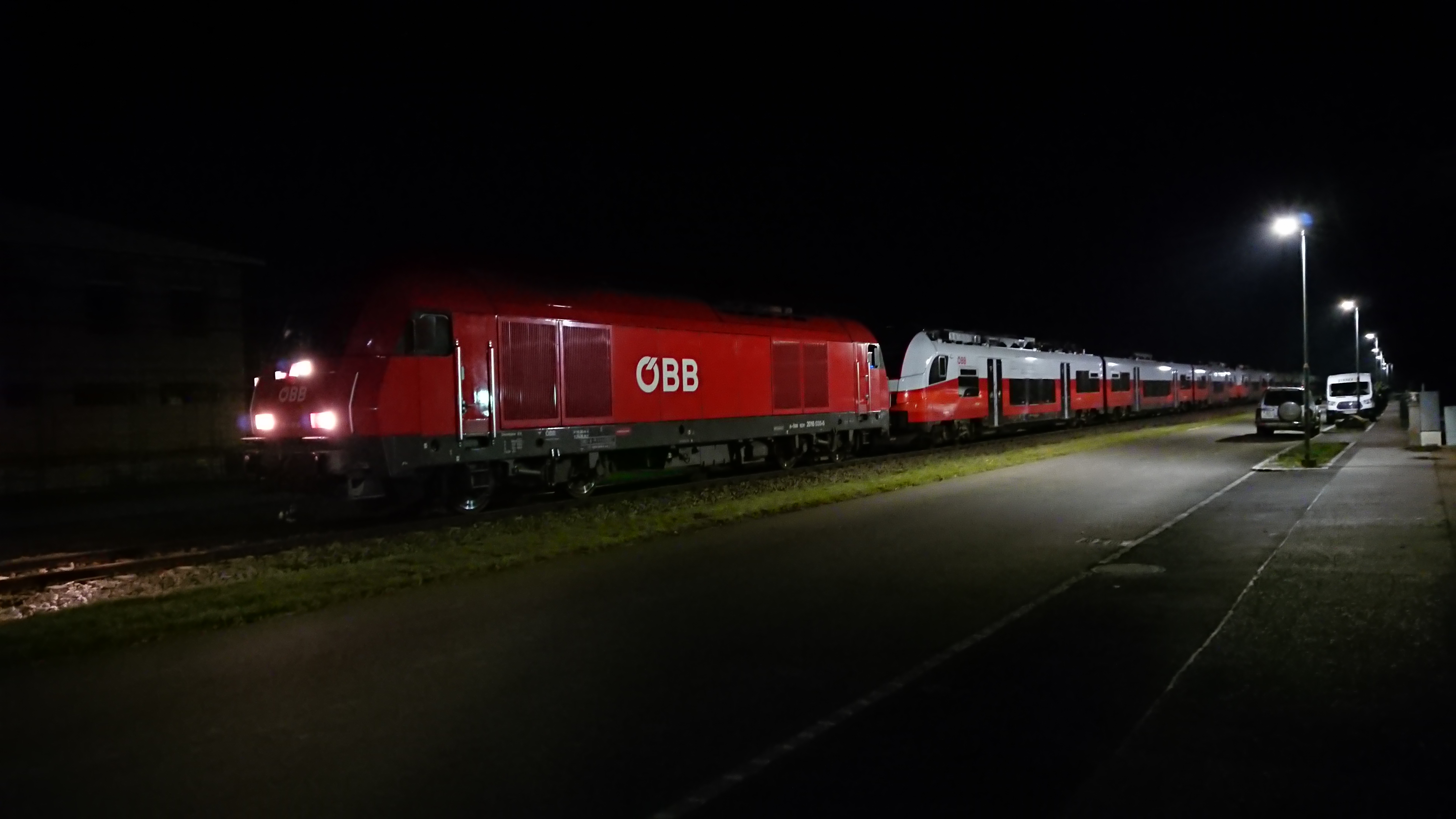
Die ET 4746 011, 013, 017 und 067 werden mittels VL 2016 030 auf der Pulkautalbahn nach Zellerndorf gezogen.

Zeitweise gab es die Idee, die Strecke auch für Personenzüge mit Fahrradmitnahme zu öffnen. Dabei sollte das Konzept vom „Reblaus-Express“ übernommen werden. Renovierungsarbeiten wären nicht in großem Umfang notwendig, da die Schienen noch in gutem Zustand sind.
Im Jahr 2009 wurden Triebwagen der Reihe 4010 (Transalpin) in den Bahnhöfen Zellerndorf, Haugsdorf und Kadolz-Mailberg bis zu ihrem Abtransport nach Deutschland hinterstellt.
Am 26. März 2017 erschien in den Niederösterreichischen Bezirksblättern (Bezirk Hollabrunn) ein Artikel über die Pulkautalbahn, die eine sinnvolle Nutzung der Strecke mittels Straßenbahngarnituren (sog. Pulkautaltram) vorschlägt.
Am 17. November 2018 wurden jeweils vier Garnituren der Baureihen 4020 und 4746, sowie 13 Doppelstockwagen über die Pulkautalbahn von Laa/Thaya nach Zellerndorf überstellt. Grund war eine Streckenunterbechung auf der Laaer Ostbahn aufgrund einer Güterzugentgleisung am 8. November 2018, wodurch die Fahrzeuge de facto auf der Strecke eingesperrt waren.